# Lago de Neuchâtel
El lago de Neuchâtel (en alemán: Neuenburgersee, en francés: Lac de Neuchâtel) es, con una superficie de 217,9 km², el lago más grande enteramente en territorio suizo. 

## Geografía
El lago está rodeado por los cantones de Vaud, Neuchâtel, Berna y Friburgo.
Sus principales afluentes son el río Thielle y el Canal de la Broye, que lo une con el lago de Morat. Este sirve como cuenca de compensación para las aguas del río Aar, que llegan al Lago de Bienne. Si este último creciera demasiado, la salida de agua se pararía y se podría comenzar a bombear en sentido inverso.
El lago de Neuchâtel mide 38,3 km de largo y tiene una anchura máxima de 8,2 km. La profundidad máxima es de 152 m y su capacidad está estimada en 14 km³.

## Actividades
Numerosas viñas se encuentran en las orillas del lago, produciéndose chasselas y pinot noir con las cuales se hace el vino rojizo llamado Œil-de-Perdrix.
El turismo es igualmente importante en la región, pero está sobre todo concentrado en las grandes ciudades que rodean el lago.
- Datos: Q14375
- Multimedia: Lake Neuchâtel / Q14375